# Ricardo Martínez (ur. 1980)
Ricardo Mauricio Martínez Trimmer (ur. 9 stycznia 1980 w mieście Meksyk) – meksykański piłkarz występujący na pozycji pomocnika.

## Kariera klubowa
Martínez jest wychowankiem zespołu CF Monterrey, w barwach którego za kadencji szkoleniowca Tomása Boya zadebiutował w meksykańskiej Primera División – 11 marca 1998 w przegranym 1:2 spotkaniu z Leónem. Nie potrafił sobie jednak wywalczyć miejsca w wyjściowej jedenastce drużyny i latem 2000 został wypożyczony na pół roku do Chivas de Guadalajara, gdzie także pełnił funkcję rezerwowego. Po powrocie do Monterrey przez cztery lata występował wyłącznie w rezerwach i do pierwszej ekipy powrócił w sezonie Apertura 2004, kiedy to jego klub wywalczył wicemistrzostwo kraju. Wówczas też, 15 września 2004 w wygranym 6:2 spotkaniu z Dorados, strzelił premierowego gola w najwyższej klasie rozgrywkowej. Rok później, podczas rozgrywek Apertura 2005, osiągnął z Monterrey kolejny tytuł wicemistrza Meksyku.
Latem 2006 Martínez przeszedł do ekipy Club Santos Laguna z siedzibą w mieście Torreón, w której barwach wystąpił w lidze zaledwie trzykrotnie. Więcej występów zanotował w kolejnym zespole – Monarcas Morelia, gdzie podobnie jak w Santos Lagunie spędził rok. W późniejszym czasie na okres sześciu miesięcy zasilił beniaminka najwyższej klasy rozgrywkowej – Indios de Ciudad Juárez, po czym został zawodnikiem drugoligowego Club León. Latem 2009 odszedł do drugoligowej filii Cruz Azul – Cruz Azul Hidalgo – w której występował przez dwa sezony i pełnił rolę podstawowego gracza drużyny.

## Kariera reprezentacyjna
W 1997 roku Martínez znalazł się w składzie reprezentacji Meksyku U–17 na Młodzieżowe Mistrzostwa Świata w Egipcie. Był wówczas podstawowym graczem kadry, rozgrywając wszystkie trzy mecze i strzelając gola w wygranym 5:0 spotkaniu z Nową Zelandią, za to Meksykanie nie zdołali wyjść z grupy.